# Theristus altenbachi
Theristus altenbachi is een rondwormensoort uit de familie van de Xyalidae. De wetenschappelijke naam van de soort is voor het eerst geldig gepubliceerd door Hoste E..